# Embryonaler Tumor mit mehrreihigen Rosetten
Der Embryonale Tumor mit mehrreihigen Rosetten (ETMR), auch Embryonaler Tumor mit mehrschichtigen Rosetten genannt, ist ein sehr seltener kindlicher Hirntumor und wird zu den embryonalen Tumoren des ZNS gezählt und nach der WHO-Klassifikation der Tumoren des zentralen Nervensystems dem WHO Grad IV zugeordnet.
Der sehr seltene früher als Medulloepitheliom bezeichnete bösartige Hirntumor wird jetzt als ETMR eingeordnet, ebenso das Ependymoblastom.
Dieser Tumor ist nicht zu verwechseln mit dem Rosettenbildenden glioneuronalen Tumor.

## Vorkommen
Die Häufigkeit ist nicht bekannt, der Tumor ist selten und tritt bei Kindern meist vor dem 4., oft schon vor dem 2. Lebensjahr auf. Eine Geschlechtsbevorzugung besteht nicht.

## Klinische Erscheinungen
Klinische Kriterien sind:
- Manifestation meist vor dem 4. Lebensjahr
- Leitsymptom erhöhter Hirndruck mit Kopfschmerzen, Erbrechen und Sehstörungen
- neurologische Symptome wie Ataxie
- Hirntumor mit raschem Wachstum und aggressivem Verlauf

## Diagnose
ETMR sind zu 70 % supratentoriell (oberhalb des Tentorium cerebelli), zu 30 % infratentoriell oder im Hirnstamm lokalisiert.
In der Kernspintomographie lassen sich Kontrastmittel aufnehmende große Raumforderungen nachweisen, in der Humangenetischen Untersuchung findet sich eine Überexpression von LIN28A Protein.

## Differentialdiagnose
Abzugrenzen sind andere embryonale Hirntumoren.

## Therapie
Die Behandlung der Wahl ist die vollständige Resektion.